# His Majesty's Theatre
Pour l’article homonyme, voir Her Majesty's Theatre (Sydney).
His Majesty's Theatre, connu également sous le nom de Her Majesty's Theatre, ainsi que Queen's Theatre et King Theatre, est un théâtre dans le West End de Londres. Il a une capacité de 1 216 places.

## Nom du théâtre
Le nom du théâtre change en fonction du sexe du monarque britannique. Il s'appelle The Queen's Theatre, sous le règne d'Anne, puis King's Theatre lors de l'accession au trône de George Ier en 1714 ; il est rebaptisé Her Majesty's Theatre en 1837, quand Victoria devient reine. Il prend le nom de His Majesty's Theatre en 1901 (accession d'Édouard VII au trône), devient Her Majesty's Theatre lors de l'accession d'Elizabeth II au trône en 1952. Après la mort d'Elizabeth II en septembre 2022, il reprend le nom de His Majesty's Theatre après le couronnement du nouveau roi Charles III en mai 2023.

## Histoire
Un théâtre était situé sur cet emplacement, dans une rue appelée Haymarket, dans le district St James, depuis 1705. Le premier bâtiment a été conçu par John Vanbrugh. À cette époque, seulement quelques théâtres étaient autorisés à Londres. Le théâtre a été affecté à l'opéra depuis les années 1710 jusqu'à ce qu'il brûle en 1789. C'est ici qu'ont été créés la plupart des opéras composés par Haendel à partir de son installation en Angleterre.
Le deuxième théâtre s'est ouvert en 1791. Il a vu les premières représentations londoniennes de La clemenza di Tito de Mozart en 1806, de Così fan tutte en 1811, et Don Giovanni en 1816. 
John Nash et George Renton ont fait des changements à la façade et à la salle entre 1816 et 1818, et également ajouté une arcade appelée Royal Opera Arcade qui se trouve le long de l'arrière du théâtre et existe toujours aujourd'hui. Parmi les directeurs musicaux du King's Theatre de l'époque, on peut citer le célèbre et excentrique harpiste français Nicolas-Charles Bochsa (1789-1856) qui gardera cette fonction pendant 6 ans (à compter de 1827). Quand la reine Victoria est montée sur le trône dans 1837, le nom du théâtre a été changé en Her Majesty's Theatre, Italian Opera House. La partie « Italian Opera House » du nom a été abandonnée en 1847. Puis, en décembre 1867, le théâtre a été à nouveau détruit par un incendie.
Le troisième théâtre a été reconstruit en 1869 et démoli en 1892. Il a également présenté principalement des opéras.
Le quatrième et actuel bâtiment, conçu par C.J. Phills, a ouvert en 1897. Ce bâtiment ne s'est pas spécialisé dans l'opéra, bien qu'il y en ait eu quelques-uns les premières années. 
La comédie musicale Chu Chin Chow, The Maid of the Mountains a débuté en 1916 et est restée pendant 2 235 représentations, un record à l'époque.
Bitter Sweet, de Noël Coward, a connu 697 représentations à partir de 1929. Les comédies musicales ont prédominé à ce théâtre depuis la Seconde Guerre mondiale. Parmi celle-ci : Brigadoon (1949), La Kermesse de l'ouest (Paint Your Wagon, 1953), West Side Story (1958) et Un violon sur le toit (Fiddler on the Roof) (2 030 représentations à partir de 1967).
De 1982 à 1985, le théâtre a accueilli en direct l'émission de la chaîne ITV1 Live from Her Majesty's. C'est durant une de ces émissions que Tommy Cooper s'est évanoui et est mort sur scène en 1984.
Depuis 1986, le théâtre donne la comédie musicale The Phantom of the Opera.

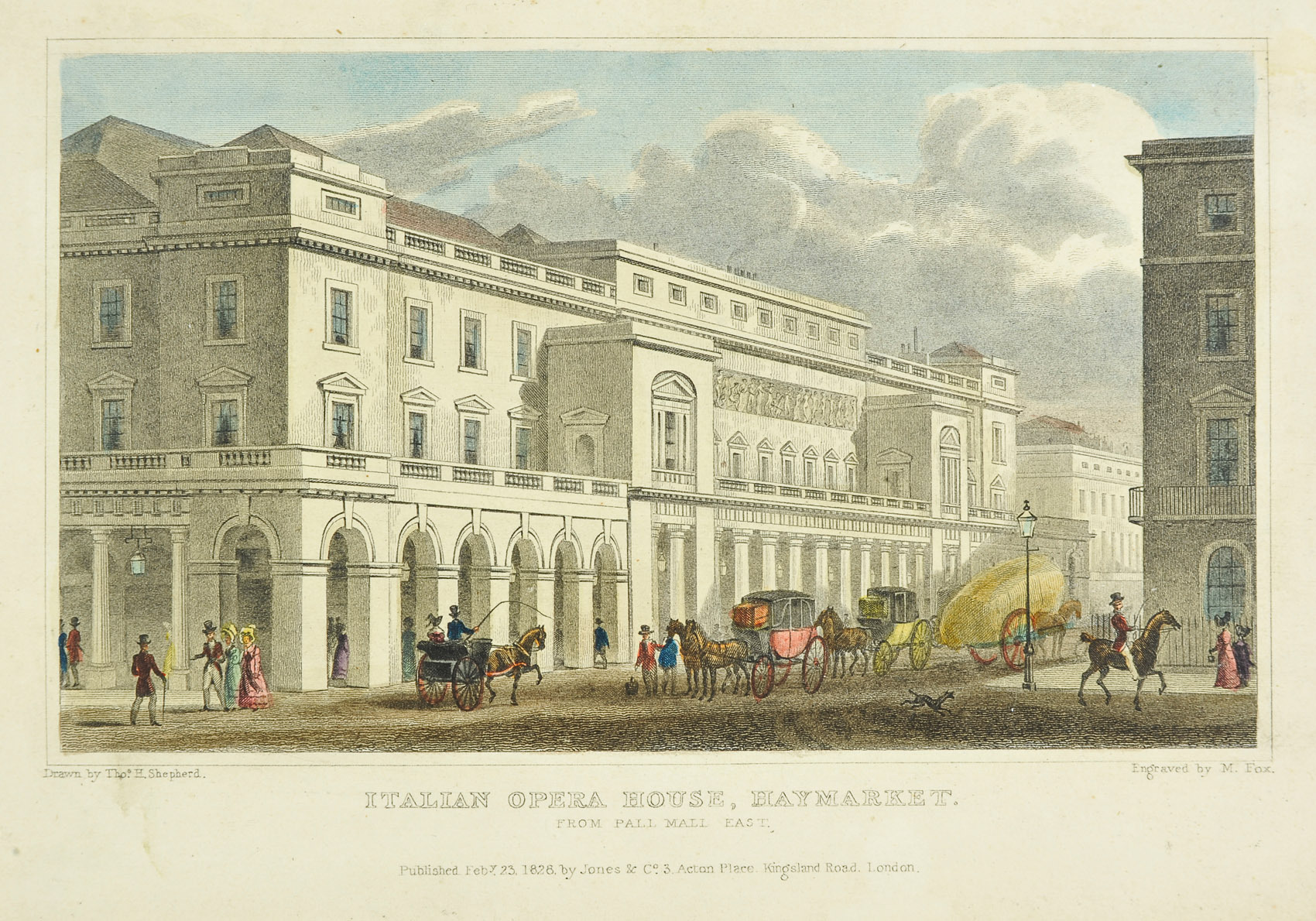
Italian Opera House, Haymarket, à la fin des années 1820
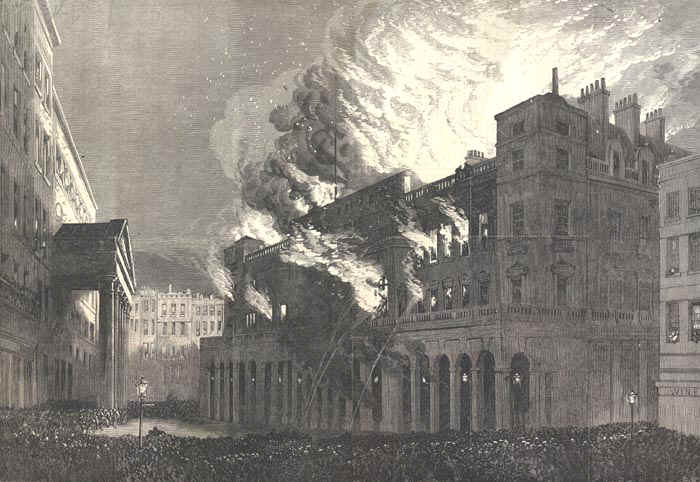
Incendie de 1867